# 木村誓太郎

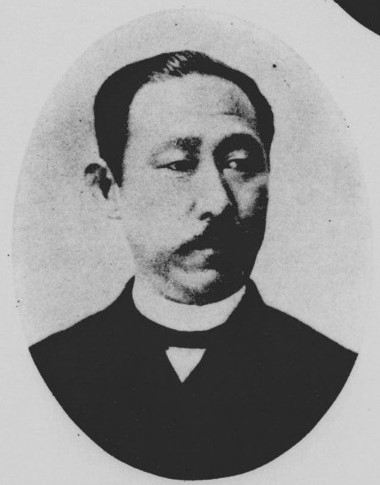
木村誓太郎

木村 誓太郎（きむら せいたろう、1847年3月6日（弘化4年1月20日）- 1919年（大正8年）7月25日）は、明治時代～大正時代の政治家。東員町木村家3代の世襲議員の初代政治家である。木村秀興衆議院議員の父。木村俊夫衆議院議員の祖父。1894年（明治27年）衆議院議員となる。（当選5回,憲政本党所属）。1904年（明治37年）に貴族院議員となる。帝国議会の衆議院議員及び貴族院議員。員弁郡東員町出身。

## 経歴
伊勢国員弁郡北大社村の名門の豪農の家柄出身。若い青年時代から改進党員となる。地方議員となり、三重県会議員、三重県会副議長、三重県会議長を歴任する。殖産興業・交通運輸・関西鉄道取締役として三重県内の鉄道を設立するなどの地方の公共事業に貢献した。
衆議院議員の当選回数は5回。1894年（明治27年）の第3回衆議院議員総選挙で初当選した。1894年（明治27年）の第4回総選挙で再選される。1898年（明治31年）の第5回総選挙、1898年（明治31年）の第6回総選挙、1902年（明治35年）の第7回総選挙でも再選された。以後は衆議院議員を辞職して、1904年（明治37年）9月29日、貴族院多額納税者議員に転身し、1918年（大正7年）9月28日まで2期在任した。1919年7月25日に死去した。

## 人物
員弁郡の地縁・血縁重視の地域主義者で、官憲に逆らい1873年（明治6年）の地租改正条例に反対するなど、公共心を持ち地域貢献した政治家であった。

## 幽静館
- 幽静館（木村記念館）は東員町名誉町民となった故人である木村俊夫衆議院議員の遺業を讃えて廃絶となった木村邸跡地に博物館として建設された。世襲議員として東員町に地域貢献した木村家３代の政治家の資料が展示されている。